# Geno Lechner
Geno Lechner (* 1965) ist eine deutsche Schauspielerin.

## Leben
Lechner begann ihre Karriere mit 19 Jahren im Theater und debütierte zu dieser Zeit am Staatstheater Stuttgart unter Ivan Nagel. Sie spielte in der Uraufführung von Taking Sides in London unter der Regie von Harold Pinter und stand in Paris ein Jahr lang mit Michel Bouquet und Claude Brasseur auf der Bühne. In der „Brooklyn Academy of Music“ spielte sie die Hauptrolle in The Forest unter der Regie von Robert Wilson. 2007 verkörperte sie Medea in Heiner Müllers Medea-Material in Budapest.
Seit 1990 dreht sie hauptsächlich fürs Kino. Sie war unter anderem in Schindlers Liste zu sehen und spielte dort die Majola genannte Geliebte des SS-Lagerkommandanten Amon Göth. In Immortal Beloved von Bernard Rose und in Hal Hartleys Flirt besetzt sie ebenfalls Rollen. 1997 gewann sie den Preis als beste Darstellerin in Argentinien für Gesches Gift von Walburg von Waldenfels, in dem sie die Serienmörderin Gesche Gottfried spielt. In den New Yorker Kinoproduktionen Going Under von Eric Werthman und Love von Vladan Nikolic spielte sie jeweils die weibliche Hauptrolle.
Sie arbeitete mit Raoul Peck, Wim Wenders, Don Askarian, Rudolf Thome, Harald Bergmann, Yolande Zauberman, Laurent Benegui, und spielte in vielen Independent-Produktionen, u. a. unter der Regie von Jon Jost, Arto Lindsay, Joan Jonas und Fouad El Khoury.
Geno Lechner hat Volume57, eine internationale Plattform für Schauspieler, Musiker, Komponisten, Tänzer und Zirkuskünstler, zusammen mit Birol Ünel und Tony Gatlif ins Leben gerufen.

## Filmografie (Auswahl)
- 1991: Liebe auf den ersten Blick
- 1993: Schindlers Liste
- 1994: Le joueur de violon
- 1994: Ludwig van B. – Meine unsterbliche Geliebte
- 1995: Flirt
- 1996: Adrenalin
- 1995: Mörderische Zwillinge
- 1997: Gesches Gift
- 1997: Schimanski: Die Schwadron
- 1997: Schimanski: Blutsbrüder
- 1997: Schimanski: Hart am Limit
- 1999: Merci mon chien
- 1999: Liebe ist stärker als der Tod
- 2000: Zwei Frauen in Paris
- 2002: Bella Block: Im Namen der Ehre
- 2002: Der Ermittler – Das Profil des Mörders
- 2002: Am See
- 2003: Der Seerosenteich (2-teiliger Fernsehfilm)
- 2003: Die Rosenheim-Cops – Tot im Boot
- 2003: Alarm für Cobra 11 – Die Autobahnpolizei – Abschied
- 2003: Im Namen des Gesetzes – Tödlicher Hass
- 2004: En Garde
- 2004: Charlotte
- 2004: Going under
- 2004: SK Kölsch – Kunst kommt von Können
- 2005: Tatort – Im Alleingang
- 2005: Tage aus Nacht
- 2005: Der Fahnder – Blindspur
- 2005: Zwei Weihnachtshunde
- 2006: SOKO Kitzbühel –  Sein letzter Fall
- 2006: Papa und Mama
- 2006: Kommissar Stolberg – Hexenjagd
- 2007: Durch Himmel und Hölle
- 2007: Polska Roadmovie
- 2008: Tatort – Hart an der Grenze
- 2009: Polizeiruf 110 – Schweineleben
- 2009: Küstenwache – Das Phantom
- 2010: SOKO Kitzbühel – Todesängste
- 2012: SOKO Wismar – Ente kross
- 2012: Der Alte – Königskinder
- 2012: Töte mich
- 2013: Circles
- 2017: Königin der Nacht
- 2021: Frida (Kurzfilm)
- 2022: La Syndicaliste

## Hörspiele und Features
- 2012: Beate Becker: Herzog – Porträt einer Leidenschaft – Regie: Beate Becker (Feature – DKultur)

## Auszeichnungen
- 1996: Darstellerpreis für Gesches Gift beim Filmfestival Mar del Plata
- 2004: Spezielle Erwähnungen für Geno Lechner in Charlotte auf dem int. Festival in Lille und Poitiers
- 2004: Silberner Leopard für En Garde, Internationales Filmfestival Locarno
- 2005: First Steps Award für Tage aus Nacht
- 2008: Nominierung Grand Off Film Award als Beste Schauspielerin für Polska Roadmovie[2]